# Unbelievable (minissérie)
Unbelievable (no Brasil, Inacreditável) é uma minissérie americana de drama estrelada por Toni Collette, Merritt Wever, e Kaitlyn Dever. Trata-se de uma série de estupros em Washington e Colorado.  O show foi co-criado por Susannah Grant, Ayelet Waldman e Michael Chabon. Todos os três co-criadores e Sarah Timberman, Carl Beverly e Katie Couric foram produtores executivos. Foi lançado em 13 de setembro de 2019, na Netflix.
A minissérie é baseada na reportagem de 2015 "Uma história inacreditável de estupro", escrita por T. Christian Miller e Ken Armstrong e publicada originalmente por ProPublica e The Marshall Project. A série recebeu muitos elogios da crítica.

## Premissa
Uma dramatização dos casos de estupro em série de Washington e Colorado em 2008-2011, Inacreditável segue "Marie, uma adolescente acusada de mentir por ter sido estuprada, e os dois detetives que seguiram um caminho sinuoso para chegar à verdade".  O programa foi extraído de "Uma história inacreditável de estupro" (2015), um artigo vencedor do Prêmio Pulitzer de T. Christian Miller e Ken Armstrong para ProPublica e The Marshall Project. 

### Produção
Em 22 de janeiro de 2018, a Netflix encomendou Inacreditável da Timberman / Beverly Productions e da CBS Television Studios com produtores executivos, incluindo Susannah Grant, Michael Chabon, Ayelet Waldman, Sarah Timberman, Carl Beverly e Katie Couric. A minissérie de oito episódios é baseada em um artigo da ProPublica e The Marshall Project, "Uma história inacreditável de estupro", escrita por T. Christian Miller e Ken Armstrong sobre um caso em Lynnwood, Washington. Houve também um episódio de rádio This American Life publicado simultaneamente sobre o mesmo caso, Anatomy of Doubt.  Grant atuou como showrunner e também escreveu para a série, juntamente com Michael Chabon e Ayelet Waldman.   
Em 17 de outubro de 2019, a Netflix anunciou que a minissérie havia sido vista por mais de 32 milhões de espectadores após seu lançamento em sua plataforma. 

## Elenco

### Principal
- Toni Collette como Det. Grace Rasmussen, detetive do Departamento de Polícia de Westminster em Westminster, Colorado. [11]
- Merritt Wever como Det. Karen Duvall, detetive do Departamento de Polícia de Golden em Golden, Colorado.
- Kaitlyn Dever como Marie Adler, vítima de agressão sexual.

### Recorrente
- Eric Lange como Det. Parker, um detetive do Departamento de Polícia de Lynnwood em Lynnwood, Washington, designado para o caso de Marie; inspirado pelo sargento Jeffrey Mason.
- Bill Fagerbakke como Det. Pruitt, um detetive do Departamento de Polícia de Lynnwood, também designado para o caso de Marie; inspirado por Jerry Rittgarn.
- Elizabeth Marvel como Judith, a mãe adotiva mais recente de Marie.
- Bridget Everett como Colleen Doggett, uma das ex-mães adotivas de Marie.
- Danielle Macdonald como Amber, vítima de agressão sexual.
- Dale Dickey como RoseMarie, uma detetive veterana do Departamento de Polícia de Westminster.
- Liza Lapira como Mia, especialista em vigilância policial.
- Omar Maskati como Elias, analista de dados de RoseMarie estagiária no Departamento de Polícia de Westminster.
- Austin Hébert como Max Duvall, marido de Karen, policial do Departamento de Polícia de Westminster.
- Kai Lennox como Steve Rasmussen, marido de Grace, investigador do escritório do procurador-geral em Westminster, Colorado.
- Blake Ellis como Chris McCarthy, um estuprador em série; inspirado por Marc Patrick O'Leary.
- Aaron Staton como Curtis McCarthy, irmão de Chris e suspeito; inspirado por Michael O'Leary.
- Patricia Fa'asua como Becca, conselheira do Oakdale Apartments para jovens em risco.
- Charlie McDermott como Ty, um conselheiro no Oakdale Apartments para jovens em risco.
- Brent Sexton como Al, marido de Colleen e ex-pai adotivo de Marie.
- Annaleigh Ashford como Lilly, vítima de agressão sexual.
- Scott Lawrence como Billy Taggart, um agente especial do FBI.
- Shane Paul McGhie como Connor, ex-namorado de Marie.

### Convidado
- Nick Searcy como Detetive Harkness.
- Brooke Smith como Dara Kaplan, terapeuta de Marie.
- John Billingsley como Juiz Brent Gordon.
- Vanessa Bell Calloway como Sarah, vítima de agressão sexual.